# Koto Museum
Het Koto Museum is een museum in de Prinsessestraat in Paramaribo rondom de koto, het traditionele kledingstuk voor creoolse vrouwen. Deze Surinaamse klederdracht is in Suriname ontstaan en kende haar bloeiperiode na afloop van de slavernij.

## Achtergrond
Het Koto Museum werd in november 2009 door Christine van Russel-Henar opgericht. Het museum bevond zich aanvankelijk op haar eigen erf en verhuisde later naar de Prinssessestraat. Ze besloot het op te richten, omdat de creoolse klederdracht in de 21e eeuw vrijwel niet meer in het dagelijkse straatbeeld te zien is. De liefde voor de kotomisi kreeg ze van haar moeder mee. Zij, Ilse Henar-Hewitt, werd niet alleen bekend om haar strijd voor vrouwenrechten, maar ook vanwege haar kennis over creoolse klederdracht, haar boek Surinaamse koto's en angisa's en de organisatie van kotoshows. Tijdens haar onderzoeken voor haar boek in Para ging haar dochter Christine mee. In mei 2018 werd Christine van Russel-Henar onderscheiden met de eerste NAKS.NL Award.

## Collectie
In het museum wordt een wisselende collectie van kostuums en hoofddoeken getoond. De collectie wordt geregeld opnieuw ingedeeld en aan de hand van een thema bepaald. Voorbeelden van thema's zijn geweest een huwelijksfeest, de Surinaamse onafhankelijkheid en het Nederlandse koningshuis. De gehele collectie is groot genoeg voor zo'n twintig verschillende exposities. De presentatie wordt ondersteund door andere voorwerpen, zoals prenten uit de 17e en 18e eeuw, een naaimachine, driepootpotten, koperen kommen en tal van andere antieke stukken.
In 2015 was het museum een speciale locatie tijdens het Fashion Fest Suriname in Paramaribo en terugkerend maakt het deel uit van Museumn8 en Open Monumentendag. In 2019 en 2020 waren kledingstukken uit het museum te zien tijdens De Grote Suriname-tentoonstelling en cureerde Christine van Russel-Henar de kototentoonstelling in het Klederdracht Museum, beide in Amsterdam.